# 봉수대로
봉수대로(Bongsu-daero, 烽燧大路)는 인천광역시 동구 송림동 송림삼거리와 경기도 김포시 구래동 변전소사거리를 잇는 도로이다. 봉수대로에서 '봉수'는 서구일대에 있는 석수 봉수대에서 유래되었다.
청라국제도시, 검단신도시, 한강신도시 등의 여러 신도시를 연결하는 핵심도로이기도 하다.

## 역사
- 2009년 7월 10일 : 2개 이상 시·도에 걸쳐 있는 도로로 봉수대로를 고시[1]
- 2013년 8월 30일 : 한강신도시 개발로 인해 경기도 김포시 구간을 연장함. 이에 따라 총 연장이 17.987km에서 18.189km로 증가[2]

## 주요 경유지
인천광역시
- 동구 송림동 - 미추홀구 도화동 - 동구 송림동 - 서구 (가좌동 · 석남동 · 신현동 · 원창동 · 가정동 · 연희동 · 경서동 · 검암동 · 백석동 · 왕길동 · 오류동 · 금곡동)

경기도
- 김포시 (양촌읍 · 구래동)

## 노선

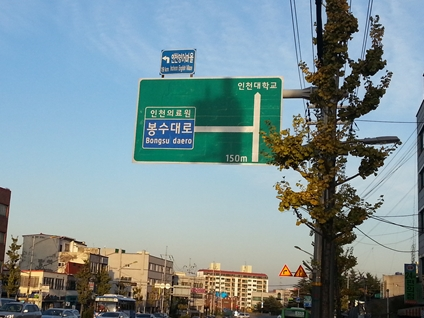
송림삼거리. 봉수대로와 연결됨을 알리는 표지판

| 이름                   | 접속 노선                                                          | 소재지     | 소재지                       | 비고                  |
| ---------------------- | ------------------------------------------------------------------ | ---------- | ---------------------------- | --------------------- |
| 송림삼거리             | 국도 제6호선 국도 제77호선 국가지원지방도 제98호선 (송림로) 인중로 | 인천광역시 | 동구                         |                       |
| 송림고가교             |                                                                    | 인천광역시 | 동구                         |                       |
| 가구단지사거리         | 염전로                                                             | 인천광역시 | 미추홀구                     |                       |
| 산업용품센터사거리     | 방축로                                                             | 인천광역시 | 미추홀구                     |                       |
| 산업용품센터사거리     | 방축로                                                             | 인천광역시 | 동구                         |                       |
| 봉수대길사거리         | 백범로                                                             | 인천광역시 |                              |                       |
| 봉수대길사거리         | 백범로                                                             | 인천광역시 | 서구                         |                       |
| 봉수사거리             | 봉수대로161번길 봉수대로162번길                                    | 인천광역시 |                              |                       |
| 모래방죽사거리         | 건지로                                                             | 인천광역시 |                              |                       |
| (석남동)               | 길주로                                                             | 인천광역시 |                              |                       |
| 원신터널               |                                                                    | 인천광역시 | 연장 100m                    |                       |
| (신현동)               | 원창로                                                             | 인천광역시 |                              |                       |
| (가정동성당)           | 봉오재1로                                                          | 인천광역시 |                              |                       |
| 가정사거리             | 봉오대로                                                           | 인천광역시 | 청라 ~ 강서 BRT 구간         |                       |
| 청라국제도시입구사거리 | 청중로                                                             | 인천광역시 | 청라 ~ 강서 BRT 구간         |                       |
| 가정택지삼거리         | 봉오재2로                                                          | 인천광역시 |                              |                       |
| 가정교                 |                                                                    | 인천광역시 |                              |                       |
| 샘내들사거리           | 국제대로                                                           | 인천광역시 |                              |                       |
| 인천아시아드주경기장   |                                                                    | 인천광역시 |                              |                       |
| 아시아드사거리         | 국가지원지방도 제84호선 (경명대로)                                 | 인천광역시 | 국가지원지방도 제84호선 구간 |                       |
| (경서농원)             | 도요지로                                                           | 인천광역시 | 국가지원지방도 제84호선 구간 |                       |
| 청라 나들목            | 130호선 인천국제공항고속도로                                       | 인천광역시 | 국가지원지방도 제84호선 구간 |                       |
| 백석대교               |                                                                    | 인천광역시 | 국가지원지방도 제84호선 구간 |                       |
| 백석 교차로            | 한들로                                                             | 인천광역시 | 국가지원지방도 제84호선 구간 |                       |
| 왕길고가교             | 드림로                                                             | 인천광역시 | 국가지원지방도 제84호선 구간 |                       |
| 안동포사거리           | 국가지원지방도 제84호선 (원당대로)                                 | 인천광역시 | 국가지원지방도 제84호선 구간 |                       |
| 왕길지하차도           | 검단로 단봉로                                                      | 인천광역시 |                              |                       |
| (신금곡주유소)         | 완정로                                                             | 인천광역시 |                              |                       |
| (양촌산업단지입구)     | 향동로 황금로                                                      | 김포시     | 양촌읍                       | 지방도 제355호선 구간 |
| (생태통로)             |                                                                    | 김포시     | 양촌읍                       | 지방도 제355호선 구간 |
| 구래육교               | 김포한강10로                                                       | 김포시     | 양촌읍                       | 지방도 제355호선 구간 |
| 구래골입구 교차로      | 김포한강8로                                                        | 김포시     | 양촌읍                       | 지방도 제355호선 구간 |
| 구래골입구 교차로      | 김포한강8로                                                        | 김포시     | 구래동                       | 지방도 제355호선 구간 |
| 변전소사거리           | 지방도 제355호선 (김포한강3로) 김포한강9로                         | 김포시     |                              | 지방도 제355호선 구간 |

## 주요 건물 및 시설
- 태원정공 (인천광역시 미추홀구 봉수대로 48)
- 이마트트레이더스 송림점 (인천광역시 동구 봉수대로 82)
- 송림공구상가 (인천광역시 동구 봉수대로 98)
- 사조대림 인천공장 (인천광역시 서구 봉수대로 126)
- 엠파크타워 (인천광역시 서구 봉수대로 158)
- HDC영창 (인천광역시 서구 봉수대로 196)
- 포레스코 (인천광역시 서구 봉수대로 212)
- 한국타이어 인천물류센터 (인천광역시 서구 봉수대로 316)
- SK에너지 (인천광역시 서구 봉수대로 415)
- 인천아시아드주경기장 (인천광역시 서구 봉수대로 806)

## 청라 ~ 강서 BRT(중앙버스전용차로)
본 도로는 가정사거리 ~ 아시아드경기장사거리까지 인천축 간선급행버스(BRT)가 운행중이다. 정류장은 오직 하나밖에 없고, 이 중앙버스전용차로체계는 청중로에서 서쪽 방면으로 이어진다.